# Ribes (geslacht)
Ribes (ook Ribes in de wetenschappelijke benaming) is een geslacht van struiken (of soms bomen). Het geslacht omvat ook de planten die eerder het geslacht Grossularia vormden. In deze omschrijving omvat het geslacht circa 150 à 160 soorten die voorkomen in de gematigde streken van het noordelijk halfrond en in de Andes.
In Nederland en België komen vijf soorten voor:
- Aalbes (Ribes rubrum)
- Alpenbes (Ribes alpinum)
- Kruisbes (Ribes uva-crispa)
- Zwarte bes (Ribes nigrum)
- Gele ribes (Ribes odoratum)

Elders in Europa kan men in het wild ook de noordse aalbes (Ribes spicatum) vinden.
Een exotische soort als de rode ribes (Ribes sanguineum) worden in tuinen geplant omwille van hun mooie bloemtrossen in de lente.

## Kweekvarianten
De witte bes en rode bes zijn kweekvarianten binnen de aalbes of kruisingen met verwante soorten. Daarnaast wordt sporadisch de jostabes (Ribes ×nidigrolaria, Ribes nidigrolaria of Ribes nigrum ×uva-crispa) geteeld.